# Імператор Ґо-Фукакуса
Імператор Ґо-Фукаку́са (яп. 後深草天皇, ごふかくさてんのう, ґо-фукакуса тенно; 28 червня 1243 — 17 серпня 1304) — 89-й Імператор Японії, синтоїстське божество. Роки правління: 16 лютого 1246 — 9  січня 1259. Ім'я перекладається як «Пізній Фукакуса», також розглядають його як Фукакусу II.
Другий син імператора Ґо-Саґи. Його матір'ю була Кіссі, донька Сайондзі Санеудзі. При народженні звався Хісахіто, невдовзі стає спадкоємцем трону 1246 року після зречення батька перебрав формальну владу. Втім фактичне управління державою здійснював сіккен Ходзьо Токійорі. Також на палацові справи зберігав вплив Ґо-Саґа, який зрештою 1259 року змусив Ґо-Фукакусу, що захворів на якусь хворобу, викликану блохами, зректися трону на користь зведеного брата — принца Цунехіто, що став відомий як імператор Камеяма. Натомість син відставного імператора — принц Хірохіто — став спадкоємцем нового імператора.
У 1260—1270-х роках підтримував політичні та дипломатичні дії бакуфу стосовно зазіхань імперії Юань. 1268 року на вимогу верховного імператора Ґо-Саґи спадкоємцем імператора Камеями став власний син того — принц Йохіто (відомий надалі як імператор Ґо-Уда). Це викликало невдоволення Ґо-Фукакуси. Ще більше напруження додав заповіт Ґо-Саґи, що помер 1272 року, за яким питання спадкування імператорського трону передавалося на розгляд бакуфу. 1274 року імператор Камеяма зрікся трону, маючи намір керувати імператорським двором як відставний імператор. У свою чергу 1275 року Ґо-Фукакуса спробував відновити титул верховного імператора, втім невдало. Натомість домігся від Ходзьо Токімуне призначення свого сина Хірохіто спадкоємцем імператора Ґо-Уди.
З 1285 року намагався скористатися повстаннями даймьо проти влади молодого сіккена Ходзьо Садатокі, але зрештою домовився з останнім. 1287 року після сходження на трон його сина імператора Фусімі отримав титул верховного імператора. 1289 року його сьомого сина — принца Хісаакі — було призначено новим сьогуном. Втім 1290 року зрікся будь-яких повноважень й став буддійським ченцем. 